# Eneias Reis
Enéias José dos Reis (Coronel Fabriciano, 5 de novembro de 1972) é um político brasileiro, filiado ao Partido Social Liberal.
Elegeu-se vereador de Coronel Fabriciano pelo então PTdoB nas eleições de 2012 e reeleito em 2016. Contudo, renunciou ao cargo para concorrer a deputado federal por Minas Gerais em 2018.
Foi eleito nas Eleições parlamentares no Brasil em 2018, primeiro suplente deputado federal de Minas Gerais recebendo 28.884 votos, substituindo Marcelo Álvaro Antônio do PSL que Assumiu o Ministério do Turismo. Em 09 de dezembro de 2020, perdeu o cargo devido a demissão Marcelo Álvaro Antônio como ministro do turismo.